# Toby Hemingway
Toby Hemingway (Brighton, 28 maggio 1983) è un attore inglese.

## Biografia
Nato a Brighton e residente a Los Angeles, ha frequentato l'Accademia delle Arti Drammatiche di New York. Ha ottenuto piccole parti nelle serie Summerland e Bones. Ha inoltre ottenuto una parte importante nel film The Covenant (2006) nel ruolo di Reid Garwin. È anche apparso nel video musicale di Taylor Swift Mine.

## Filmografia parziale

### Cinema
- The Covenant, regia di Renny Harlin (2006)
- Feast of Love, regia di Robert Benton (2007)
- Il cigno nero (Black Swan), regia di Darren Aronofsky (2010)
- In Time, regia di Andrew Niccol (2011)
- 1 Out of 7, regia di York Shackleton (2011)
- Playback, regia di Michael A. Nickles (2012)

### Televisione
- Summerland – serie TV, episodio 2x09 (2005)
- Bones - serie TV, episodio 1x03 (2005)
- CSI: Miami – serie TV, episodio 6x19 (2008)
- The Finder – serie TV, 8 episodi (2012)
- FBI: Most Wanted – serie TV, episodio 3x14 (2022)

### Cortometraggi
- Indio, USA, regia di Travis Peterson (2004)

## Doppiatori italiani
Nelle versioni in italiano delle opere in cui ha recitato, Toby Hemingway è stato doppiato da:
- George Castiglia in Bones[1]
- Fabrizio Manfredi in The Covenant[2]
- David Chevalier in Feast of Love[3]
- Fabrizio De Flaviis in CSI: Miami[4]
- Marco Benvenuto ne Il cigno nero[5]
- Flavio Aquilone ne Il risolutore[6]
- Stefano Crescentini in FBI: Most Wanted[7]